# Ethmalosa fimbriata
Espèce
Statut de conservation UICN

 LC  : Préoccupation mineure
Ethmalosa fimbriata est une espèce de poissons d'Afrique de l'Ouest, qui vit en eau douce, saumâtre et marine, et appartient à la famille des Dorosomatidae. À ne pas confondre avec Sardinella fimbriata (Valenciennes 1847) qui appartient à la même famille mais qui est présente dans le Pacifique indo-occidental, au Sud-Ouest de l'Inde, à l'Est des Philippines et de la Papouasie-Nouvelle-Guinée.

## Description
Par rapport aux autres Clupéidés, le genre Ethmalosa est caractérisé par la présence d'une échancrure médiane à la mâchoire supérieure et l'espèce fimbriata est reconnue par son corps élevé, comprimé latéralement. La paupière adipeuse est très développée et une tache noire est présente au-dessus de l'opercule.

## Répartition

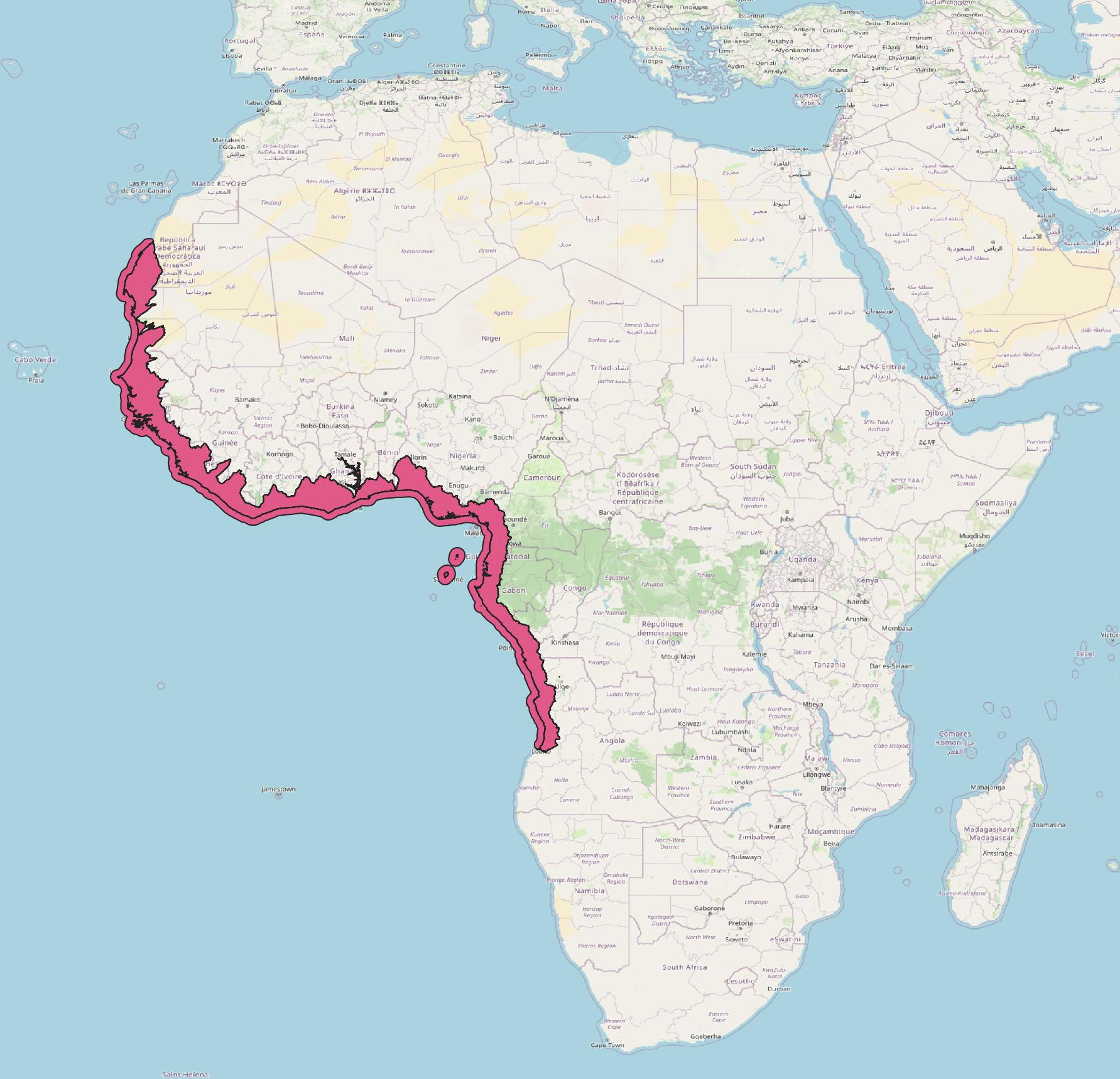
Répartition d’E. fimbriata d'après l'UICN (avril 2024.)

Ce poisson se rencontre le long des côtes ouest-africaines, dans les pays suivants : Angola, Bénin, Cameroun, Côte d'Ivoire, Gabon, Gambie, Ghana, Guinée équatoriale, Guinée-Bissau, Guinée, Liberia, Mauritanie, Nigeria, République arabe sahraouie démocratique, République du Congo, République démocratique du Congo, Sao Tomé-et-Principe, Sierra Leone, Sénégal, Togo.

## Habitat
Cette espèce euryhaline est rencontrée dans des salinités allant de 5 à 97,, ce qui en fait l'une des espèces des estuaires ouest-africains capables de supporter les salinités les plus élevées. Elle est très courante dans tous les milieux saumâtres (estuaires et lagunes) d'Afrique de l'Ouest et elle est classée parmi les espèces « Estuariennes d'origine marine » (Em) dans la classification d'Albaret pour les poissons des milieux estuariens et lagunaires d'Afrique de l'Ouest et « Estuarine migrant » dans celle de Whitfield.

## Reproduction
D'après la synthèse publiée par Milton en 2009, tout comme d'autres espèces étudiées en Afrique de l'Ouest, Ethmalosa fimbriata semble être aussi abondante dans les estuaires hypersalins inversés comme le Sine-Saloum que dans les estuaires dont le gradient de salinité est « normal », comme par exemple celui du fleuve Gambie. Des études sur les effets de ces régimes de salinité contrastés sur la reproduction des poissons ont montré qu’Ethmalosa a une saison de reproduction plus longue et plus intensive dans l'estuaire hypersalé du Saloum, que dans les estuaires « normaux ». Ces espèces semblent montrer une grande plasticité phénotypique dans leurs réponses aux changements des conditions environnementales. Les Ethmaloses se développent néanmoins plus lentement dans les milieux hypersalins en raison des conditions plus défavorables. Cependant, elles se sont adaptées en arrivant plus tôt à maturité et en augmentant leur fécondité dans les zones hypersalines de l'estuaire du Saloum. Ainsi, bien que la reproduction soit fortement liée à la saison humide et aux précipitations chez la plupart des poissons diadromes tropicaux, nombre d'entre eux semblent être capables d'adapter leur cycle biologique aux changements des conditions environnementales qui seront attendus avec les changements climatiques.

## Pêche
L'ethmalose est capturée principalement par les petites pêcheries artisanale côtières qui utilisent la senne à partir d'un bateau ou la senne de plage. Elle peut également être capturée à l'aide de filets maillants.

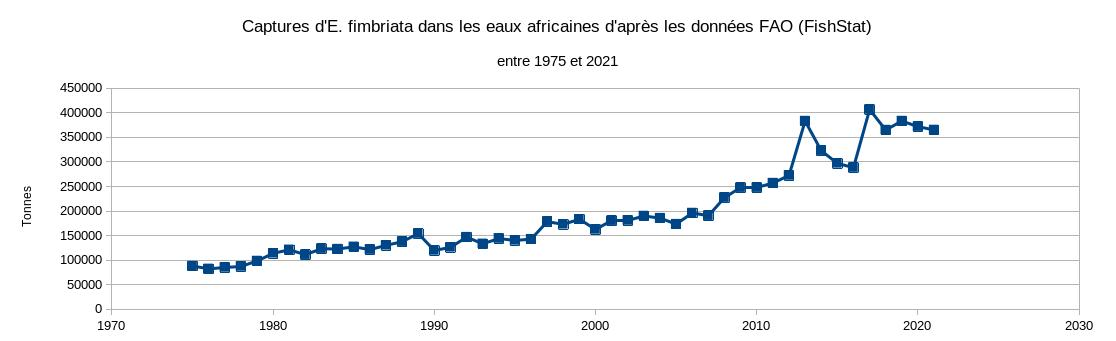
Données FAO (FishStat) pour les captures d’E. fimbriata entre 1975 et 2021.

Les petits poissons pélagiques constituent la majeure partie (60% environ) des débarquements réalisés le long des côtes d'Afrique de l'Ouest. Selon les données de la FAO, l'Atlantique Centre-Est a connu une tendance générale à la hausse des captures, soutenue par celles des petits pélagiques, mais avec des fluctuations depuis le milieu des années 1970, atteignant 5,4 millions de tonnes en 2019, la valeur la plus élevée de la période 1950-2021. La part des captures d’Ethmalosa fimbriata dans ce total a été de 383 485 tonnes en 2019 (voir figure). En 2015, l'espèce est considérée comme surexploitée dans l'ensemble de la sous-région ouest-africaine et localement pleinement exploitée en Guinée et Sierra-Leone.

## Systématique
Le nom valide complet (avec auteur) de ce taxon est Ethmalosa fimbriata (Bowdich, 1825).
L'espèce a été initialement classée dans le genre Clupea sous le protonyme Clupea fimbriata Bowdich, 1825.
Ce taxon porte en français les noms vernaculaires ou normalisés suivants : Ethmalose, Ethmalose d'Afrique, Sardine des estuaires, Sardinelle janne, Sardinelle jaune.
Au Sénégal elle porte le nom local de Cobo et de Fassou caba en Wolof.
Ethmalosa fimbriata a pour synonymes :
- Alausa dorsalis Valenciennes, 1847
- Alausa platycephalus Bleeker, 1863
- Clupea dorsalis (Valenciennes, 1847)
- Clupea fimbriata Bowdich, 1825
- Clupea senegalensis (Valenciennes, 1847)
- Clupea setosa Steindachner, 1869
- Ethmalosa dorsalis (Valenciennes, 1847)
- Harengula forsteri Valenciennes, 1847
- Meletta senegalensis Valenciennes, 1847

## Publication originale
- (en) S. L. Bowdich, (1825). « Fishes of Madeira » in T. E. Bowdich, Excursions in Madeira and Porto Santo during the autumn of 1823, while on his third voyage to Africa, Londres, 1825, i-xii + 1-278, 11 pls. + 10 pls. Pp. 121-125 et 233-238 ([(en) lire en ligne (page consultée le 6 avril 2024)]).

L'espèce y est décrite sous le nom de Clupea fimbriata et la localité d'origine reportée dans la publication est le Cap-Vert (Praia), mais il s'agit sans doute d'une erreur, comme indiqué dans le Catalogue des poissons ECoF, car l'espèce n'a pas été trouvée sur place depuis.